# Bob Goodlatte
Robert William "Bob" Goodlatte [ˈɡʊdˌlæt], född 22 september 1952 i Holyoke, Massachusetts, är en amerikansk republikansk politiker. Han representerade delstaten Virginias sjätte distrikt i USA:s representanthus 1993–2019.
Goodlatte avlade 1974 kandidatexamen vid Bates College i Maine och 1977 juristexamen vid Washington and Lee University.
Kongressledamot Jim Olin bestämde sig för att inte kandidera till omval i kongressvalet 1992. Han efterträddes i representanthuset av Goodlatte i januari 1993.
Goodlatte var ordförande i representanthusets jordbruksutskott 2003–2007 och ordförande i representanthusets justitieutskott 2013–2019.
Goodlatte utnämndes 2019 till hedersdoktor vid Southern Virginia University. Samma år utnämndes han dessutom till hedersdoktor vid  Liberty University.